# 金廊公馆

金廊公馆，是中国沈阳市的一座摩天大楼，位于沈河区青年大道金廊区域的沈阳金融广场，高330公尺、71层楼，于2020年动工、预计2025年完工，是沈阳第二高楼。